# دافيكا هورن
دافيكا هورن هي ممثلة وعارضة تايلندية ولدت في 16 مايو 1992 لأب بلجيكي وأم تايلندية.

## روابط خارجية
دافيكا هورن على موقع IMDb (الإنجليزية)
- دافيكا هورن على موقع قاعدة بيانات الفيلم (الإنجليزية)